# یواس‌اس گرافتن (ای‌پی‌ای-۱۰۹)
یواس‌اس گرافتن (ای‌پی‌ای-۱۰۹) (به انگلیسی: USS Grafton (APA-109)) یک کشتی بود که طول آن ۴۹۲ فوت (۱۵۰ متر) بود. این کشتی در سال ۱۹۴۴ ساخته شد.